# Quetzaltenango (miasto)
Quetzaltenango – miasto w południowo-zachodniej Gwatemali, położone w Kordylierach na wysokości 2350 m n.p.m. Ludność: 172 tys. (2013) – czwarte pod względem liczby mieszkańców miasto Gwatemali. Ośrodek administracyjny departamentu Quetzaltenango. Miasto leży na wysokości 2330 m n.p.m., około 5 km na północ od wulkanu Almolonga.
Miasto zostało założone w XIV wieku przez Majów posługujących się językiem mam. Nosiło wówczas nazwę Xelajú, co oznacza „(miasto) pod dziesięcioma górami”. Do dzisiaj miasto często nazywane jest Xela. W 1542 roku zostało zajęte przez Hiszpanów pod wodzą Pedro de Alvarado, który zabił tutaj ostatniego króla ludu Quiché Tecún Umána. Hiszpanie nadali miastu nową nazwę Quetzaltenango, która w języku nahuatl oznacza „miasto kwezala”. Od 1825 Quetzaltenango posiada prawa miejskie. W latach 1838–1840 miasto było stolicą państwa Los Altos, wchodzącego w skład Zjednoczonych Prowincji Ameryki Środkowej. Po zerwaniu unii obszar ten został przyłączony do Gwatemali. W roku 1902 miasto zostało zniszczone przez erupcję położonego nieco bardziej na południe wulkanu Santamaría. 
Quetzaltenango to ważny ośrodek handlowy, gospodarczy i naukowy w Ameryce Środkowej. Stanowi ważny ośrodek dla otaczającego go regionu uprawy kawowca i bawełny. Znajdują się tutaj palarnie kawy oraz zakłady przemysłu włókienniczego, skórzano-obuwniczego, spożywczego i tytoniowego. Miasto jest drugim po Antigua Guatemala ośrodkiem turystycznym kraju. Położone jest przy Drodze Panamerykańskiej. Znajduje się tutaj lotnisko.
Z miasta Quetzaltenango pochodziło trzech prezydentów Gwatemali: Jacobo Arbenz Guzmán, Manuel Lisandro Barillas Bercián i Manuel Estrada Cabrera.

## Miasta partnerskie
- Campache
- Livermore
- Tromsø
- Turyn